# Vadipatti
Vadipatti é uma panchayat (vila) no distrito de Madurai, no estado indiano de Tamil Nadu.

## Demografia
Segundo o censo de 2001, Vadipatti tinha uma população de 21,780 habitantes. Os indivíduos do sexo masculino constituem 50% da população e os do sexo feminino 50%. Vadipatti tem uma taxa de literacia de 68%, superior à média nacional de 59.5%: a literacia no sexo masculino é de 76% e no sexo feminino é de 60%. Em Vadipatti, 10% da população está abaixo dos 6 anos de idade.